# Mpobo
Mpobo est un village de la Région du Littoral au Cameroun, situé dans la commune de Bonaléa

## Population et développement
En 1967, la population de Mpobo et de Mamba était de 127 habitants, essentiellement des Bankon (Abo). Elle était de 108 habitants dont 62 hommes et 46 femmes, lors du recensement de 2005.